# 미생물 세포 공장

미생물 세포 공장의 최적화를 위한 모식도

미생물 세포 공장(微生物細胞工場, 영어: microbial cell factory, MCF)은 미생물 세포를 생산 시설로 간주하는 생명공학에 대한 접근 방식으로, 최적화 과정은 주로 대사공학에 달려 있다. 미생물 세포 공장은 유전공학적으로 조작된 미생물 세포 및 식물 세포에서 유래된 것이다. 1980년대와 1990년대에 미생물 세포 공장은 원래 균주공학을 통해 세포 시스템의 생산성과 대사 산물의 수율을 향상시키기 위해 고안되었다. 미생물 세포 공장은 표적 균주 설계를 통해 고유 대사 산물 및 비고유 대사 산물을 개발한다. 또한 미생물 세포 공장은 합성 주기를 단축하는 동시에 생성물 분리의 어려움을 줄일 수 있다.

## 같이 보기
- 생명공학
- 미생물